# Amt Lensahn
Das Amt Lensahn ist ein Amt im Kreis Ostholstein in Schleswig-Holstein. Es grenzt im Norden an Oldenburg in Holstein und das Amt Oldenburg-Land, im Westen und Süden an das Amt Ostholstein-Mitte, im Süden an die Gemeinde Grömitz und im Osten an die Gemeinde Grube.
Die Verwaltungsgeschäfte des Amtes werden von der Gemeinde Lensahn geführt.
Am 1. Januar 2007 trat die Gemeinde Riepsdorf aus dem ehemaligen Amt Grube dem Amt Lensahn bei.

## Amtsangehörige Gemeinden
- Beschendorf mit dem OT Nienrade
- Damlos mit dem OT Sebent
- Harmsdorf mit den OT Einhaus, Güldenstein, Kayhof
- Kabelhorst mit den OT Grünbek, Schwienkuhl und Elkensteert
- Lensahn mit den OT Lensahnerhof, Brunskrug, Voßgraben, Sipsdorf, Petersdorf und Wahrendorf
- Manhagen mit den OT Manhagenerfelde und Bökenberg
- Riepsdorf mit den OT Gosdorf, Quaal, Finkenbusch, Koselau, Altratjensdorf und Thomsdorf

## Wappen
Blasonierung: „Von Gold und Blau gespalten. Vorn ein roter Kirchturm, hinten sieben 4 : 3 pfahlweise siebenstrahlige goldene Sterne.“